# 丛飞
丛飞（1969年10月29日—2006年4月20日），原名张崇，男，辽宁省盘锦市大洼县田庄台镇人，中国大陆歌手、义工。用自己歌唱事业所得资助了上百名贫困地区孩子上学，曾获感动中国2005年度人物。然而当年被资助者鲜有感恩之心，甚至有受助者家长在丛飞病后讨要捐助。

## 生平

### 早年发展
丛飞生于辽宁省盘锦市大洼县田庄台镇，是家中的长子。他初二即因家贫辍学。16岁时得历铁成启蒙指导，1986年在家乡的艺校学习。1987年曾进入某银行担任出纳，1989年考入沈阳音乐学院，师从歌唱家鲍延义。在学校学习两年后，丛飞回到银行上班，但他更想外出从事歌唱等表演工作，该想法没有得到家人的认同。

### 成为义演者
1992年叢飛到广州寻求发展机会，曾经度过一段十分艰难的生活，他对朋友描述在广州时曾“睡在桥洞里，吃人家剩下的盒饭”。一次，他和农民工一起为人搬家挣得五元人民币，坐在门口的草地上喘气的时候，他想“总有一天，我会从这草丛中飞起来。”这个想法令他很振奋，他从此自取艺名为“丛飞”。 
1994年丛飞移居深圳，后来其表演与歌唱才能逐渐得到认可，在深圳发展起来，获得了更多的演出机会及更高的报酬。丛飞1997年加入深圳市义工联，编号为2478。后担任深圳市义工联艺术团长，2003年12月被评为五星级义工。
他一生多行义举，如多次出钱出力帮助弱势人群、需要帮助的人士，义务演出等，但其较受人关注的是多年捐助贫困学子。但从何时开始资助贫困儿童有多种说法，较为公认的说法是自1994年8月应邀参加重庆举行的一次失学儿童重返校园义演后，他开始了十余年的慈善资助。丛飞共捐助贫困地区的178名孩子上学，累计捐款超过人民币300万元。共青团深圳市委主编的青少年学习三个代表的《青春的旋律》（普及读本）中介绍了他的事迹。
2003年2月26日，湖南省汉寿县在丛飞在资助了多名当地贫困学生后，捐资91000多元成立后，设立了“丛飞爱心助学基金会”。

### 患病及病逝
2005年4月丛飞被诊断为低分化腺胃癌晚期，4月22日住进深圳市人民医院。媒体在其病重入院治疗后进行了大量报道。广东省及深圳市领导人曾就丛飞的病情亲自指示。深圳的劳动保障部门为丛飞补办了医疗保险和养老保险，深圳的卫生部门成立“丛飞特别医疗小组”，政府有关部门亦迅速为丛飞办好调令和落户深圳的手续。2006年4月12日，在深圳市领导的安排下，丛飞一家迁入新居。
2006年4月20日20时40分（UTC+8时间），丛飞去世，他的遗愿是将眼角膜捐出，并将钢琴赠给莲花北残疾人康复站。他的眼角膜使五人重获光明。2006年4月26日，丛飞经火化后下葬深圳吉田墓园。

## 家庭
丛飞的妻子是邢丹，两人育有一女。邢丹于2011年4月13日遭袭并于次日傷重身亡。

## 参与演出
- 1998年：3月10日至16日，帮困助弱募捐丛飞义演晚会；8月至10月：抗洪救灾义演及人民大会堂为抗洪抢险模范慰问演出特邀嘉宾；8月19日：深圳“奉献爱心，情系灾区”义演；
- 2000年：7月，香港庆回归三周年晚会（香港红堪体育馆、伊莉莎白体育馆、香港会堂）；深圳布吉金秋慈善义演；
- 2002年：全年为宣传公民道德义务演出48场；
- 2003年：希望工程义演；“抗非典 献爱心 讲文明 树新风——亲切慰问防控非典一线人员”系列广场演出活动；7月，香港六周年的庆祝演出；中秋节，慰问深圳监狱干警和劳教学员；
- 2004年：11月26日，角膜捐赠志愿者吴翼飞骨灰树葬仪式上义演；
- 2005年：1月，东南亚海啸赈灾义演。

## 获得荣誉
- 1998年：获得共青团深圳市委和青少年事业发展基金颁发的深圳市“鹏城青年爱心荣誉勋章”；
- 1999年：获得共青团深圳市委和青少年事业发展基金颁发的“关心支持深圳市青少年事业发展突出贡献奖”；
- 2003年：被评为“深圳市第七届文明市民标兵”，12月被团市委、市义工联评为五星级义工。
- 2004年：2月被共青团深圳市委、深圳市义工联推荐参评“广东省十大杰出青年志愿者”，经团市委、市义工联推荐被团中央评为“中国百名优秀青年志愿者”，被团市委、市义工联推荐为2004年度中国青年志愿服务金奖候选人。
- 2005年：被评为“2004年度广东省优秀音乐家”的光荣称号，团市委、市劳动和社会保障局评为“首届深圳百名优秀义工”，被评为“深圳最具爱心人物”。
- 2006年：中央電視台感動中國2005年度人物
- 2009年：被評選為「100位新中國成立以來感動中國人物」